# Grammotheleaceae
Grammotheleaceae là một họ nấm thuộc bộ Polyporales.